# Laguna temporal de Murtales
Laguna temporal de Murtales este o arie protejată (arie specială de conservare — SAC, sit de importanță comunitară — SCI) din Spania întinsă pe o suprafață de 29,93 ha, integral pe uscat.

## Localizare
Centrul sitului Laguna temporal de Murtales este situat la coordonatele 39°04′08″N 6°36′13″W / 39.068889°N 6.603611°V.

## Înființare
Situl Laguna temporal de Murtales a fost declarat sit de importanță comunitară în decembrie 2000 pentru a proteja 1 specie de plante și 13 specii de animale. Situl a fost protejat și ca arie specială de conservare în mai 2015.

## Biodiversitate
Situată în ecoregiunea mediteraneană, aria protejată conține 3 habitate naturale: Iazuri temporare mediteraneene, Pajiști umede mediteraneene cu ierburi înalte de Molinio-Holoschoenion, Pseudostepă cu ierburi și specii anuale de Thero-Brachypodietea.
La baza desemnării sitului se află mai multe specii protejate:
- plante (1): Lythrum flexuosum
- păsări (9): rață mare (Anas platyrhynchos), stârc cenușiu (Ardea cinerea), Bubulcus ibis, barză albă (Ciconia ciconia), barză neagră (Ciconia nigra), lișiță (Fulica atra), piciorong (Himantopus himantopus), cormoran mare (Phalacrocorax carbo), corcodel mare (Podiceps cristatus)
- amfibieni (1): Discoglossus galganoi
- nevertebrate (1): fluturele auriu (Euphydryas aurinia)
- pești (1): Luciobarbus comizo
- reptile (1): Mauremys leprosa

Pe lângă speciile protejate, pe teritoriul sitului au mai fost identificate 3 specii de plante, 13 specii de păsări, 3 specii de amfibieni, 2 specii de mamifere, 3 specii de nevertebrate, 3 specii de reptile.